# Cephrenes trichopepla
Espèce
Cephrenes trichopepla est une espèce de papillons de la famille des Hesperiidae. 

## Répartition
Cephrenes trichopepla se rencontre en Australie (sur les côtes nord de la Nouvelle-Galles du Sud, du Territoire du Nord, du Queensland et de l'Australie-Occidentale), en Papouasie et en Papouasie-Nouvelle-Guinée. Cette espèce a été récemment observée à Singapour et au Sri Lanka.

## Description
L'imago de Cephrenes trichopepla présente une envergure de 38 mm pour les mâles et de 46 mm et c'est l'unique différence entre les sexes.
Ses larves se nourrissent d’un large éventail d’espèces de palmiers et sont considérées comme des parasites du cocotier. Pendant la journée, elles vivent dans un abri tubulaire constitué de feuilles de palmier et de soie assemblées. La pupaison a lieu dans cet abri.
Son alimentation connue comprend notamment les plantes : Archontophoenix alexandrae, Wodyetia bifurcata, Ptychosperma elegans, Archontophoenix cunninghamiana, Livistona australis, Livistona benthamii, Livistona nitida, Livistona muelleri, Livistona mariae, Livistona drudei et Livistona decipiens.

## Classification
Le nom valide complet (avec auteur) de ce taxon est Cephrenes trichopepla (Lower (d), 1908).
L'espèce a été initialement classée dans le genre Erynnis sous le protonyme Erynnis trichopepla Lower, 1908,.
Cephrenes trichopepla a pour synonyme :
- Erynnis trichopepla Lower, 1908

## Publication originale
- (en) Oswald B. Lower, « Descriptions of new Australian Hesperiadae », Transactions, proceedings and report, Royal Society of South Australia, vol. 32,‎ 1908, p. 311-317 (lire en ligne).